# Christophe Darbellay
Pour les articles homonymes, voir Darbellay.
Christophe Darbellay, né le 7 mars 1971 à Martigny (originaire de Liddes), est une personnalité politique suisse, membre du Centre.
Il est député du canton du Valais au Conseil national de 2003 à 2015 et président du Parti démocrate-chrétien de 2006 à 2016. Il est membre du Conseil d'État du canton du Valais depuis 2017, à la tête du département de la formation et de l'économie.

## Biographie

### Origines et famille
Christophe Darbellay naît le 7 mars 1971 à Martigny. Il est originaire de Liddes, dans le district voisin d'Entremont.
Il grandit à Conthey[réf. nécessaire] dans une famille de cinq garçons, dont il est l’aîné. Il est le neveu du conseiller national Vital Darbellay et de Charly Darbellay, député au Grand Conseil valaisan de 1969 à 1985 et candidat malheureux aux primaires dans la course au Conseil d'État en 1996.
Il habite aux Rappes, sur la commune de Martigny-Combe. Il épouse Florence Carron, avocate à Sierre, membre de la Constituante et présidente de Martigny-Combe de 2016 à 2024 à la cathédrale de Sion le 5 juillet 2008,. Le couple a trois enfants.

### Études et parcours professionnel
Après une maturité à Sion en 1990, il obtient en 1995 un diplôme en agronomie à l'École polytechnique fédérale de Zurich.
Le Conseil fédéral le nomme sous-directeur de l'Office fédéral de l'agriculture en 2000. Il dirige la division principale des paiements directs et des améliorations structurelles. Il doit abandonner ce poste lors de son élection au Conseil national en raison de l'incompatibilité des fonctions.

## Parcours politique

### Confédération
En 1999, il se présente pour un siège au Conseil des États sous l'étiquette du Parti chrétien-social.
En 2003, il est élu au Conseil national sous la bannière du Parti démocrate-chrétien et non plus celle du Parti chrétien-social. Durant sa première législature, il siège à la Commission des affaires extérieures, à la Commission des finances et à la Commission pour le programme d'allègement des finances fédérales. Pour sa deuxième législature au parlement, il fait partie de la commission de l'économie et des redevances et préside la délégation chargée des rapports avec le parlement français.
Le 2 septembre 2006, il est élu à la présidence du Parti démocrate-chrétien, succédant à Doris Leuthard, élue au Conseil fédéral le 14 juin 2006. Le 12 décembre 2007, il participe activement à la non-réélection de Christoph Blocher au Conseil fédéral.

### Canton du Valais
En mars 2008, quatre mois seulement après sa réélection comme conseiller national, il annonce sa candidature au Conseil d'État valaisan, devenant ainsi le cinquième candidat en lice. Le 14 mai 2008, il est désigné candidat officiel du district de Martigny, mais le 6 juin, alors qu'il est donné favori par la majorité des médias romands, il échoue face à Maurice Tornay (1003 voix contre 1188) lors de l'Assemblée du PDC du Valais romand,.
En 2017, il se présente à nouveau au Conseil d'État valaisan et est élu pour la législature 2017-2021. Il prend la tête du département de la formation et de l'économie. Lors des élections de 2021, il est réélu au second tour, bien qu'à la dernière place, avec une baisse de voix notable entre les deux tours (passant de 56 331 à 43 799 voix). La Constitution valaisanne garantissant la présence d'un représentant du Bas-Valais au gouvernement, sa réélection au second tour était assurée étant donné qu'il était le seul candidat de cette région. Il est réélu à un troisième mandat lors des élections de 2025. Il termine deuxième du premier tour et est élu tacitement après le retrait du candidat écologiste qui renonce à provoquer un second tour.

### Autres mandats
Christophe Darbellay a notamment été directeur de la Société des vétérinaires suisses de 2004 à 2008, membre du conseil d'administration d'Enalpin SA[Quand ?], ainsi que président de la fédération suisse des casinos[Quand ?].
Il assume également bénévolement[réf. nécessaire] [Depuis quand ?] jusqu'en 2017 la présidence de Pro Senectute (de) Valais.

## Vie privée
En septembre 2016, dans une interview au Sonntagsblick, il annonce avoir conçu un enfant hors mariage en décembre 2015. L'enfant naît en septembre 2016. Il présente ses excuses à ses électeurs, précise avoir reconnu l'enfant avant sa naissance et s'engage à l'entretenir financièrement,.